# Пурам (станция метро)
«Пурам» (кор. 대사역) — эстакадная станция Пусанского метро на линии Пусан — Кимхэ. Первая в данном направлении станция на линии Пусан — Кимхэ на территории Кимхэ; одна из двенадцати станций на территории Кимхэ. Она представлена двумя боковыми платформами. Станция обслуживается транспортной корпорацией Пусан — Кимхэ (B&G Metro). Расположена в административном районе (дон) Пурам-дон (220-49 Buram-dong) города Кимхэ (провинция Кёнсан-Намдо, Республика Корея).
Станция была открыта 16 сентября 2011 года. На станции установлены платформенные раздвижные двери.
Открытие станции было совмещено с открытием всей линии Пусан — Кимхэ, длиной 23,9 км, и еще 20 станций.